# 唐納德·古爾德
唐納德·古爾德，又稱無家可歸的鋼琴演奏者（The Homeless Piano Man），是一名美國音樂家、作曲家和退伍軍人。在流落街頭多年後，在佛羅里達州薩拉索塔，古爾德在戶外鋼琴上彈奏美國搖滾樂團冥河合唱團的鋼琴曲〈Come Sail Away〉時被發掘。他與獨立唱片公司Triple Pop簽約，已發行一張錄音室專輯《Walk On Water》。

## 生平

### 早年生活
古爾德來自密西根州，從小就開始吹奏單簧管。在美國海軍陸戰隊服役時，他曾在陸戰隊樂團演奏。離開海軍陸戰隊後，他在斯普林阿伯大學學習音樂教育，但由於經濟困難而無法完成學業。

### 被發掘與成名初期
1998年，古爾德的妻子自殺身亡，兒子隨後被社福機關帶走。他染上了濫用藥物毒癮，最終無家可歸。他的音樂才華要到2015年，他坐在佛羅里達州薩拉索塔的戶外鋼琴前，彈奏美國搖滾樂團冥河合唱團的〈Come Sail Away〉，才終於被發現：這段表演影片被一位路人錄下，一夜之間在YouTube上獲得數千萬的點閱。
影片上線幾個月後，古爾德獲得電視節目《Inside Edition》安排，改頭換面，並在GoFundMe上募得超過4萬美元，作為戒毒費用。他還獲得斯普林阿伯大學提供的全額獎學金，以完成他的學業。在康復期間，他受到舊金山49人隊的邀請，在2015賽季該隊對明尼蘇達維京人隊的揭幕戰中表演；2015年9月14日，他在李维斯体育场的75,000名球迷面前演奏了美國國歌《星條旗》。冥河合唱團的主唱兼創始成員丹尼斯·迪楊在接受芝加哥WDRV的Drive電台節目訪問時，也以驚喜嘉賓的身分向古爾德送上祝賀。

### 法庭案件
古爾德於2015年9月30日與美國公民自由聯盟一起參與了對薩拉索塔的訴訟。該訴訟旨在挑戰該市因針對在公共場所露宿和乞討的城市條例而對無家可歸者明顯定罪的做法。該案於2016年6月達成和解，薩拉索塔的市政條例對無家可歸者給予了允許，並向救世軍提供10張額外的床位供無家可歸者使用。

### 簽約唱片公司
2016年，古爾德與獨立唱片公司Triple Pop簽約，並很快發行了單曲版的〈Come Sail Away〉鋼琴翻唱。2017年，他發行了一張完整的錄音室專輯《Walk on Water》，其中混合了從當代到古典的音樂風格，以及他自己的原創作品，全部用鋼琴演奏。

### 個人生活
古爾德與三歲時被社會服務機構帶走並安排收養的兒子唐尼（Donny）重新建立了聯繫。